# Louis Napoléon
Pour les articles homonymes, voir Maison Bonaparte, Louis-Napoléon Bonaparte (homonymie), Napoléon (homonymie) et Bonaparte (homonymie).
Ne doit pas être confondu avec Louis-Napoléon Bonaparte ou Louis-Napoléon, prince impérial.
Succession
Prétendant au trône impérial français
3 mai 1926 – 3 mai 1997
(71 ans)
Louis Bonaparte, dit Louis Napoléon (« comte de Montfort » en exil) puis Louis Napoléon Bonaparte (« Napoléon VI » pour la majorité des bonapartistes), né le 23 janvier 1914 à Bruxelles et mort le 3 mai 1997 à Genolier (en Suisse), fut le chef de la Maison impériale française, de 1926 jusqu'à sa mort. Il portait le titre de courtoisie de prince Napoléon.

## Éducation

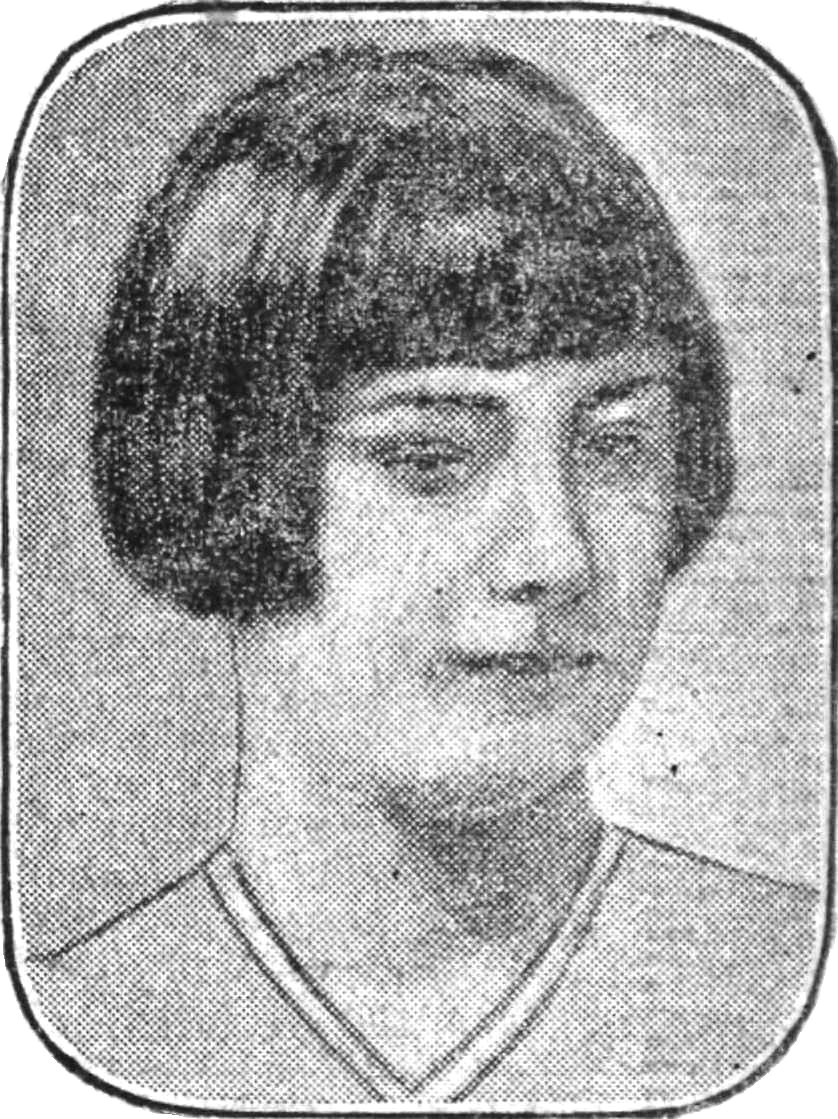
Louis Napoléon, enfant, en 1926.

Il est l'arrière-petit-fils de Jérôme Bonaparte, roi de Westphalie, frère de l'empereur Napoléon Ier, et le second enfant et unique fils du prince Victor Napoléon et de la princesse Clémentine de Belgique. Il descend par ailleurs par sa mère du roi des Français, Louis-Philippe, par la fille de celui-ci Louise-Marie d'Orléans, reine des Belges.
Il passe sa jeunesse en Angleterre et en Belgique, avant de s'installer en Suisse. Il fréquente les universités de Louvain et de Lausanne où il étudie les sciences politiques et les sciences économiques et sociales.

## Membre de la Légion étrangère
Au déclenchement de la Seconde Guerre mondiale, le prince Louis entend servir la France lors de son entrée en guerre contre l'Allemagne. En qualité d’héritier d’une ancienne famille ayant régné en France et, de ce fait, frappé par la loi d'exil de 1886, il n’a pas le droit de servir dans les forces armées françaises.
En vue d’intégrer l'armée française, il contacte Édouard Daladier, président du Conseil, en 1939. Devant le refus de ce dernier d’accepter sa proposition, il décide de rejoindre la Légion étrangère. Il souscrit un engagement pour la durée de la guerre et emploie une identité d’emprunt du nom de « Planckaert » qui est transcrit phonétiquement en « Blanchard » par le chef de bataillon Hanoteau, officier recruteur lors de son engagement, le 19 mars 1940.
La Légion étrangère, qui lui accorde la garantie de l’anonymat, lui permet d’offrir ses services à la France, lors de la déclaration française d'entrée en guerre, tout en contournant les conditions de la loi d'exil de 1886 à laquelle il est soumis. Il devient ainsi « Louis Blanchard (matricule 94.707) » et signe devant l’intendant militaire un contrat le liant à la Légion étrangère pour la durée des hostilités. Incorporé au camp de Sathonay, il transite au fort Saint-Jean où il rencontre le général Boyer qu'il connaît – en sa qualité d'ancien « gouverneur du prince impérial » chargé de son éducation – et qui a peine à le reconnaître.
Le 3 avril 1940, le légionnaire « Blanchard » rejoint le dépôt commun des régiments étrangers et se voit affecté le même jour à la compagnie de passage no 2, stationnée à Saïda en Algérie. Il y suit l’instruction puis sert au Kreider dans le sud. Il est planton (soldat de service auprès d'un officier pour porter ses ordres) du sous-lieutenant Otto Ritter von Heymerle, officier étranger autrichien. La fin des combats sur le sol de France survenant trop tôt, il ne peut être envoyé au front. Volontaire pour la bataille de Narvik, sa candidature n’est pas acceptée. À la signature de l’armistice, le 22 juin 1940, il est démobilisé.

## Actes de résistance
Après l’armistice, il entre en contact avec la Résistance. En 1942, il est arrêté par les Allemands ainsi que trois de ses compagnons résistants, alors qu'ils tentent de franchir la ceinture alpine des Pyrénées pour rejoindre la France libre. Incarcéré au fort du Hâ à Bordeaux, puis transféré à la prison de Fresnes, il est finalement libéré grâce à l'intervention de la famille royale italienne et assigné à résidence. Il se rapproche alors de son cousin Joachim Murat, qui l'aide à gagner un maquis mis sur pied dans la région de Châteauroux. Il s'engage dans la Résistance sous le pseudonyme de « Louis Monnier » dans l'Organisation de résistance de l'armée (ORA). 
Le 28 août 1944, au lieu-dit la Butte, sur la commune de Heugnes dans l’Indre, un tir de canon de 37 mm allemand détruit le camion qui le transportait. Il est le seul survivant des 6 personnes à bord. Gravement blessé à la jambe, il se voit pour son courage cité à l’ordre de l’armée et décoré de la Légion d’honneur. À la fin de la Libération, il est autorisé par le général de Gaulle à intégrer la 27e division alpine (avec le rang de lieutenant et sous le nom de « Louis de Montfort »), puis à demeurer en France à titre officieux, par dérogation à la loi d'exil du 22 juin 1886. Il choisit cependant de résider en Suisse et prend alors le nom de « comte de Montfort » – comme chef de Maison impériale française en exil – qu'il gardera jusqu'à l'abolition de la loi de bannissement des princes héritiers français, le 24 juin 1950.

## Mariage et enfants
Marié à Alix de Foresta, le 16 août 1949 à Linières-Bouton, ils ont quatre enfants :
- Charles Marie Jérôme Victor Bonaparte[9] (Boulogne-Billancourt, 19 octobre 1950) ;
- Catherine Élisabeth Albérique Marie Napoléon Bonaparte (Boulogne-Billancourt, 19 octobre 1950), sœur jumelle du précédent, épouse civilement à Nyon le 4 juin 1974 et religieusement à Prangins le 5 juin 1974 (divorcés) Nicolò San Martino d'Agliè dei Marchesi di San Germano e Fontanetto (Campiglione, 3 juillet 1948, neveu de la reine Paola des Belges), sans postérité ; elle épouse, en secondes noces, à Paris le 13 octobre 1982 Jean-Claude Dualé (1936-2017), dont postérité ;
- Laure Clémentine Généviève Napoléon Bonaparte (Paris, 8 octobre 1952), épouse à Grenoble le 23 décembre 1982 Jean-Claude Leconte (1948-2009), dont postérité ;
- Jérôme Xavier Marie Joseph Victor Napoléon Bonaparte (Boulogne-Billancourt, 14 janvier 1957). Il est bibliothécaire de l'Université de Genève. Il épouse à Vandœuvres le 2 septembre 2013 Licia Innocenti (Baden, Aargau, 1965), sans postérité.

## Chef de la maison impériale

### Patronyme de la maison impériale
Aucun acte légal en France n'a apporté sous la Restauration ou la monarchie de Juillet, ni sous les différentes Républiques, et ni même sous le Second Empire, aucune modification à ce qui demeure officiellement le nom patronymique de tous les membres de la famille Bonaparte par les mâles. L'Almanach de Gotha, autorité en la matière, n'a cessé d'indiquer, depuis la chute de l'Empire, en 1870 : « Maison Bonaparte, ci-devant impériale en France ».
Durant les années de proscription, entre 1886 et 1950, nombre d'actes d'état civil relatifs aux chefs des dynasties ayant régné sur la France, et à leurs héritiers, furent rédigés à l'étranger (en Italie, en Belgique, puis en Suisse pour les princes Napoléon), souvent sur déclarations verbales. C'est ainsi que fut ponctuellement substitué, sans justification légale mais officiellement, le nom patronymique Napoléon à Bonaparte sur de nombreux actes. Quelques années après leur retour d'exil, le prince Louis fait légalement rectifier pour ses enfants mineurs leur nom patronymique de naissance « Bonaparte » en « Napoléon Bonaparte » (sans trait d'union).

### Retour d'exil

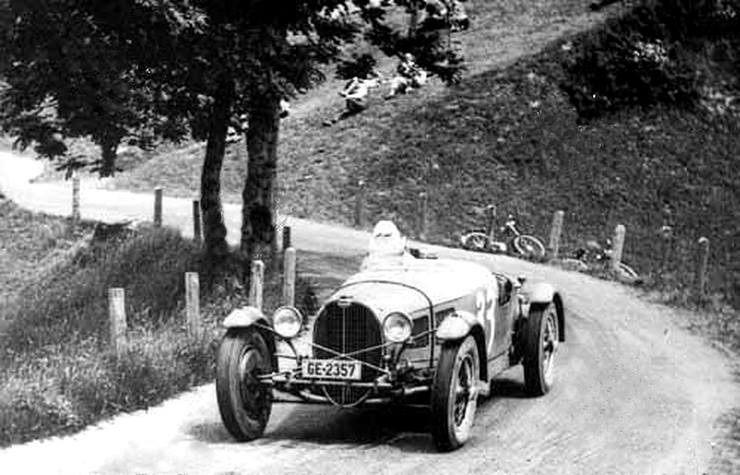
Louis Napoléon à la course de côte Rheineck–Walzenhausen–Lachen en 1938.

Grand amateur d'alpinisme, de ski, d'automobile et de plongée sous-marine, Louis, prince Napoléon participe aux activités de sociétés implantées au Sahara, en Afrique équatoriale et dans l'ancien Congo belge. 
Avec son épouse, il veille à la sauvegarde du patrimoine napoléonien. En 1979, il fait don à l'État de manuscrits, souvenirs et œuvres d'art provenant de la succession de Napoléon Ier et de Napoléon III.

### Décès
Décédé le 3 mai 1997 (le même jour que son père, le 3 mai 1926), en sa demeure de Prangins en Suisse à l’âge de 83 ans, ses obsèques sont célébrées par Mgr Michel Dubost, évêque aux Armées, le 14 mai 1997 en l’église Saint-Louis des Invalides, en présence de nombreuses personnalités civiles et militaires ainsi que de représentants des traditions royale, impériale et républicaine. Sous les voûtes historiques et les emblèmes pris aux armées ennemies par son ancêtre, sa dépouille mortelle est confiée à la garde de quatre légionnaires. La présence des membres des familles royales étrangères alliées évoque les prestigieuses alliances de la maison Bonaparte. Le général d’armée Maurice Schmitt, ancien gouverneur des Invalides, prononce un vibrant éloge funèbre et salue celui qui « détenait l’honneur de porter le nom de Napoléon Bonaparte... ». Le prince Napoléon repose aujourd’hui dans la crypte de la chapelle impériale à Ajaccio.

### Testament
Dans son testament, il désigne son petit-fils Jean-Christophe, et non son fils aîné Charles, comme nouveau prétendant bonapartiste au trône impérial français. Il reproche en effet au second son divorce et ses opinions politiques.

## Décorations

### Décorations françaises
- Commandeur de la Légion d'honneur (14 avril 1990)[11]
- Croix de guerre 1939–1945
- Médaille commémorative de la guerre 1939-1945

### Décorations étrangères

#### Belgique
- Grand officier de l'ordre de Léopold[12]
- Croix de guerre[12]

## Titulature
Les titres portés actuellement par les membres de la maison Bonaparte n’ont pas d’existence juridique en France et sont considérés comme des titres de courtoisie. Ils sont attribués par le « chef de maison ».
- 23 janvier 1914 - 3 mai 1926 : Son Altesse impériale le prince Louis Bonaparte (naissance) ;
- 3 mai 1926 - 3 mai 1997 : Son Altesse impériale le prince Napoléon (chef de famille).